# 羊岑乡
羊岑乡，是中华人民共和国云南省大理白族自治州剑川县下辖的一个乡镇级行政单位。

## 行政区划
羊岑乡下辖以下地区：
兴文村、杨家村、金坪村、石登村、中羊村、新松村和六联村。